# Desmarets
Der Familienname Desmarets kommt in vielen verschiedenen Varianten vor:
- als Zusammenziehung von des Marets (aus de Les Marets)
- als Desmaretz
- als Desmarest

## Einzelpersonen
- Nicole des Marets, ⚭ Georges de Savigny, Seigneur de Sailly – die Eltern von Nicole de Savigny (1535–1590) (Haus Savigny)
- Jean Desmarets de Saint-Sorlin (1595–1676), Schriftsteller,
- Pierre Desmaretz († 1700), Bildhauer
- Henry Desmarest (1661–1741), Komponist
- Samuel Maresius (Des Marets; 1599–1673), französisch-niederländischer reformierter Theologe
- Sophie Desmarets (1922–2012), französische Schauspielerin
- José Desmarets (1925–2019), belgischer Politiker
- Yves Desmarets (* 1979), französischer Fußballspieler

## Nachkommen von Jean des Marets († 1652)
Neben einzelnen Personen dieses Namens sind vor allem die Nachkommen von Jean des Marets († 1652) von Bedeutung, die über dessen Ehe mit einer Schwester Jean-Baptiste Colberts zu Macht und Einfluss kamen, darunter vor allem 
- Nicolas Desmarets († 1721), Marquis de Maillebois, 1708–1715 Generalkontrolleur der Finanzen, und
- Jean-Baptiste Desmarets, Marquis de Maillebois (1682–1762), französischer General und Marschall von Frankreich

### Stammliste
1. Jean des Marets († 1652), ⚭ 1646 Marie Colbert († 1703), Tochter von Nicolas, Seigneur de Vendières, Schwester von Jean-Baptiste Colbert (Haus Colbert)
  1. Nicolas (* 1648; † 1721), Marquis de Maillebois, de Blévy et de Rouvroy, Baron de Châteauneuf-en-Thimerais, Comte de Bourbonne, Seigneur de Couvron, de Neuville, de Coudray et Sainte-Mesme, 1708–1715 Generalkontrolleur der Finanzen, ⚭ Madeleine, Tochter von Louis Bechameil
    1. Jean-Baptiste (* 1682; † 1762), Marquis de Maillebois, Baron de Châteauneuf-en-Thimerais, 1731 Generalleutnant, 1741 Marschall von Frankreich, ⚭ 1713 Marie-Emmanuelle, Tochter von Yves, Marquis d’Alègre
      1. Marc-Yves (* 1715; † 1791), Comte de Bourbonne, 1748 Generalleutnant, ⚭ 1745 Marie Madeleine, Tochter von René Louis Voyer, Marquis d’Argenson (Voyer)
        1. Jean-Baptiste (* 1748)

      2. Marguerite-Henriette (* 1721; † 1783), ⚭ 1741 Louis du Bouchet, Marquis de Souches
      3. 2 Töchter

    2. Louis, Baron de Châteauneuf-en-Thimerais
    3. Henri, Marquis de Marville
    4. Pierre (* 1687; † 1771), Abt von Sainte-Bénigne de Dijon
    5. NN, ertrunken
    6. Marie-Madeleine, ⚭ Louis de Goësbriand, Seigneur de La Noë-Verte.
    7. Marie-Thérèse, August 1709 Äbtissin von Yerres
    8. Charlotte-Thérèse, Nonne
    9. Angélique-Charlotte, ⚭ 1705 Charles Malon, Seigneur de Bercy
    10. Louise († 28. November 1756) ⚭ Louis de Béthune, Herzog von Sully († 1761) (Haus Béthune)

  2. NN, Seigneur de Vaubourg
  3. Vincent-François (* 1658; † 25. September 1739), Bischof von Saint-Malo
  4. Jacques († 27. November 1725), Bischof von Riez, dann 1713 Erzbischof von Auch
  5. Françoise-Nicole († 18. April 1726), ⚭ 1. Dezember 1664 André Jubert, Marquis de Bizy

## Weblink
- Das Haus Les Marets bei web.genealogies